# Nechirvan Idris Barzani

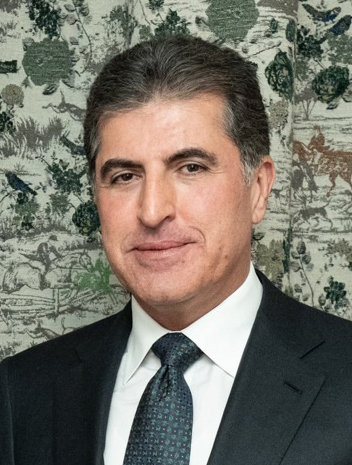
Nechirvan Barzani em 2025

Nechirvan Idris Barzani (curdo: نێچیرڤان بهرزانی) (nascido em 21 de setembro de 1966) é um político curdo-iraquiano do Curdistão, atual presidente do Curdistão desde 2019. Foi primeiro-ministro do Governo Regional do Curdistão de março de 2006 a agosto de 2009. Ele é neto do fundador do PDK (Partido Democrático do Curdistão), Mustafa Barzani e sobrinho do antigo presidente do Curdistão iraquiano, Massoud Barzani.